# Ambasciata d'Italia a Conakry
L'Ambasciata d'Italia a Conakry è la missione diplomatica della Repubblica Italiana nella Repubblica di Guinea.
La sede è ubicata a Conakry, nella zona di Bambeto/Koloma, all'interno del complesso residenziale delle torri gemelle di Kakimbo, i due unici grattacieli della capitale guineana.
L'Ambasciata d'Italia a Conakry, aperta nel dicembre 1959 dall'Ambasciatore Tommaso Montanari, costitui' all'epoca la prima rappresentanza diplomatica italiana nell'Africa sub-sahariana di lingua francese. Chiusa nel 1998, essa è stata riaperta nel 2018. In assenza di una sezione consolare dell'ambasciata, la Guinea rientra nella circoscrizione consolare di competenza dell'Ambasciata d'Italia a Dakar, che espleta le funzioni consolari, con l'assistenza dell'Ambasciata in Guinea.